# ۳۵۹ جورجیا
سیارک ۳۵۹ (به انگلیسی: 359 Georgia، نامگذاری:1893M) سیصد و پنجاه و نهمین سیارک کشف شده‌است که در ۱۰ مارس ۱۸۹۳ و در نیس کشف شد.
قدر مطلق سیارک برابر ۸٫۸۶ است.